# Asco (Fluss)
Der Asco ist ein Fluss in Frankreich, der im Département Haute-Corse auf der Insel Korsika verläuft. Er entspringt an der Nordwest-Flanke des Monte Cinto (2706 m) und entwässert generell Richtung Ost bis Nordost durch den Regionalen Naturpark Korsika. Der Quellbach ändert mehrfach seinen Namen und heißt zunächst Ruisseau de Tighiettu, dann Ruisseau de Stranciacone. Nach Passieren des Ortes Asco nennt sich der Fluss ebenso und verläuft durch die tief eingeschnittene und wild zerklüftete Granitschlucht Gorges de l’Asco. Nahe dem Weiler Ponte Leccia, an der Gemeindegrenze von Piedigriggio und Canavaggia, mündet der Asco nach rund 34 Kilometern als linker Nebenfluss in den Golo.

## Orte am Fluss
- Haut-Asco, Gemeinde Asco, ehemalige Ski-Station
- Asco
- Capannacce, Gemeinde Moltifo

## Tourismus
Interessant ist der Asco für Wildwasser-Begeisterte, die auf den letzten zehn Kilometern den Fluss (meist bis Mitte Mai) befahren können. 